# Lygippulus
Lygippulus is een geslacht van hooiwagens uit de familie Assamiidae.
De wetenschappelijke naam Lygippulus is voor het eerst geldig gepubliceerd door Roewer in 1954. 

## Soorten
Lygippulus omvat de volgende 5 soorten:
- Lygippulus major
- Lygippulus nigrescens
- Lygippulus parvulus
- Lygippulus scaber
- Lygippulus setipes